# Sons de Korotkov

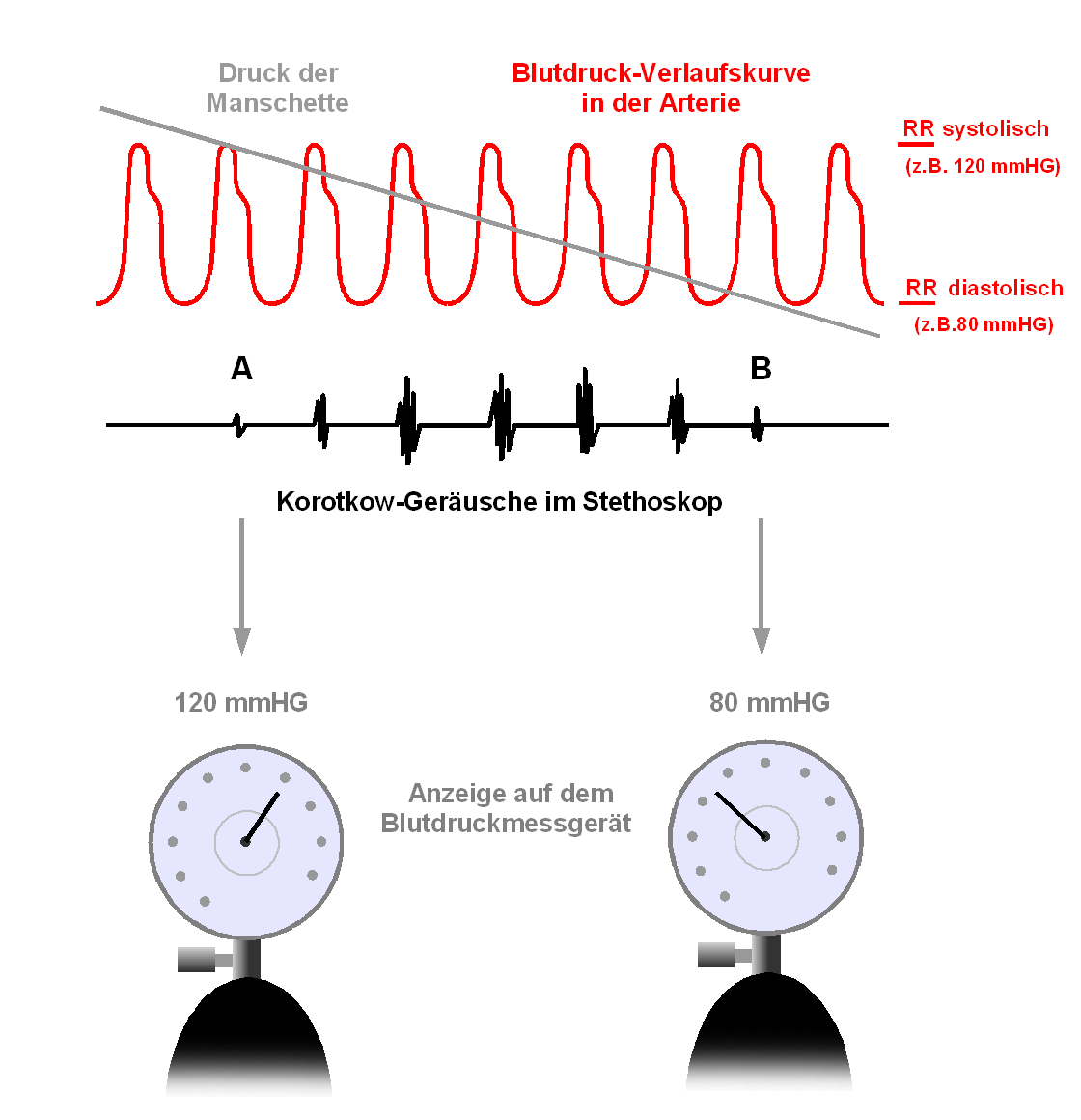
Medição da pressão arterial recorrendo ao método de auscultação baseado no som de Korotkov

Os sons de Korotkov ou sons de Korotkoff são os sons ouvidos durante a aferição da pressão arterial através de meios não-invasivos. O nome refere-se a Nikolai Korotkov, médico Russo que os descreveu em 1905 quando exercia na Academia Médica Imperial de São Petersburgo.
Os sons de Korotkov só são audíveis com recurso a um esfigmomanómetro. Os sons ouvidos durante a medição não são os mesmos que aqueles produzidos pela vibração dos ventrículos no coração, e quando se coloca um estetoscópio sobre a artéria braquial não há nenhum som que seja audível. Quando se coloca o manguito do esfigmomanómetro no braço de um paciente e é insuflada a uma pressão superior à sua pressão arterial sistólica, não há ainda qualquer som audível. Isto ocorre porque a pressão do manguito é suficientemente alta que abafa por completo a pressão sanguínea. À medida que a manguito é esvaziado, no momento em que atinge o mesmo valor de pressão que a pressão sistólica do paciente, é audível o primeiro som de Korotkov (k1). À medida que o manguito continua a ser esvaziado, continuam-se a ouvir sons até à sua pressão ser coincidente com os valores de pressão diastólica do paciente (k2,k3,e k4), momento em que deixam de se ouvir sons (k5).